# Starošajgovskij rajon
Lo Starošajgovskij rajon (in russo Старошайговский район?) è un municipal'nyj rajon della Repubblica Autonoma di Mordovia, nella Russia europea.